# Yuki Igari
Yuki Igari (født 7. april 1988) er en tidligere japansk fodboldspiller.
Han har spillet for flere forskellige klubber i sin karriere, herunder Shonan Bellmare og Fukushima United FC.